# کلیسای باپتیست فنلاندی واسا
کلیسای باپتیست فنلاندی واسا (انگلیسی: Vaasa Finnish Baptist Church) (همچنین با نام جماعت باپتیست فنلاندی واسا شناخته می‌شود) (به فنلاندی:  Vaasan baptistiseurakunta) یک جماعت باپتیست فنلاندی در واسا، فنلاند است. این جماعت متعلق به کلیسای باپتیست فنلاند است و در سال ۱۹۰۸ تأسیس شد. ساختمان فعلی این جماعت در منطقه پالوساری (واسا) واقع شده است.